# EuroBasket de 1955
O EuroBasket 1955 também conhecido por FIBA Campeonato Europeu 1955 foi a nona edição da competição regional organizada pela FIBA Europa, sucursal da Federação Internacional de Basquetebol no Continente Europeu. A Hungria que havia conquistado a Medalha de Prata em 1953 sediou este EuroBasket e conquistou a Medalha de Ouro em seus domínios submetendo a União Soviética a uma de suas raras derrotas.

## Países Participantes
| Seleção         | Participações                     | Melhor Resultado  |
| --------------- | --------------------------------- | ----------------- |
| Alemanha        | 2 (1951 e 1953)                   | 13º (1951)        |
| Áustria         | 2 (1947 e 1951)                   | 11º (1951)        |
| Bulgária        | 4 (1935, 1947, 1951 e 1953)       | 4º (1951)         |
| Dinamarca       | 2 (1951 e 1953)                   | 14º (1951)        |
| Finlândia       | 3 (1939, 1951 e 1953)             | 9º (1951)         |
| França          | 8 participações                   | (1949)            |
| Hungria         | 5 (1935, 1939, 1946, 1947 e 1953) | (1946)            |
| Inglaterra      | 1 (1946)                          | 10º (1946)        |
| Iugoslávia      | 2 (1947 e 1953)                   | 6º (1953)         |
| Itália          | 7 participações                   | (1937 e 1946)     |
| Luxemburgo      | 2 (1946 e 1951)                   | 8º (1946)         |
| Polônia         | 4 (1937, 1939, 1946 e 1947)       | (1939)            |
| Romênia         | 4 (1935, 1947, 1951 e 1953)       | 10º (1935 e 1947) |
| Suíça           | 4 (1935, 1946, 1951 e 1953)       | 4º (1935)         |
| Suécia          | 1 (1953)                          | 17º (1953)        |
| Tchecoslováquia | 6 participações                   | 1946              |
| Turquia         | 2 (1949 e 1951)                   | 4º (1949)         |
| União Soviética | 3 (1947, 1951 e 1953)             | 1947, 1951 e 1953 |

## Grupo A
| Pos | Seleção    | Pts | V | D | P+  | P-  | SP   |
| --- | ---------- | --- | - | - | --- | --- | ---- |
| 1   | Polônia    | 8   | 4 | 0 | 346 | 213 | 133  |
| 2   | Iugoslávia | 7   | 3 | 1 | 270 | 220 | 50   |
| 3   | França     | 6   | 2 | 2 | 261 | 203 | 58   |
| 4   | Áustria    | 5   | 1 | 3 | 236 | 268 | -32  |
| 5   | Inglaterra | 4   | 0 | 4 | 195 | 404 | -209 |

| 7 de junho 19:00 | Relatório | França | 72–56 | Áustria |  | Nepstadion, Budapeste Árbitros: HUN Hungria E. Kassai |  |

| 7 de junho 20:00 | Relatório | Polônia | 69–64 | Iugoslávia |  | Nezmeti Sportcsarnok, Budapeste Árbitros: URS União Soviética V. Kostin ITA Itália P. Reverberi |  |

| 8 de junho 13:30 | Relatório | Inglaterra | 50–97 | França |  | Nezmeti Sportcsarnok, Budapeste Árbitros: ITA Itália G. Andri LUX Luxemburgo L. Brosius |  |

| 8 de junho 13:00 | Relatório | Polônia | 80–50 | Áustria |  | Nepstadion, Budapeste Árbitros: HUN Hungria Z. Csanyi ITA Itália P. Reverberi |  |

| 8 de junho 13:30 | Relatório | Iugoslávia | 68–97 | Áustria |  | Nepstadion, Budapeste Árbitros: HUN Hungria T. Lehoczik SUI Suíça E. Golay |  |

| 09 de junho 8:30 | Relatório | Inglaterra | 44–140 | Polônia |  | Nepstadion, Budapeste Árbitros: HUN Hungria E. Kassai |  |

## Grupo B
| Pos | Seleção   | Pts | V | D | P+  | P-  | SP  |
| --- | --------- | --- | - | - | --- | --- | --- |
| 1   | Hungria   | 6   | 3 | 0 | 235 | 171 | 64  |
| 2   | Itália    | 5   | 2 | 1 | 232 | 197 | 35  |
| 3   | Turquia   | 4   | 1 | 2 | 201 | 218 | -17 |
| 4   | Finlândia | 3   | 0 | 3 | 183 | 265 | -82 |

## Campeão
| EuroBasket 1955 Campeões |
| ------------------------ |
| Hungria 1º Titulo        |